# Francja na Mistrzostwach Świata w Lekkoatletyce 2013
Francja na Mistrzostwach Świata w Lekkoatletyce 2013 – reprezentacja Francji podczas Mistrzostw Świata w Moskwie liczyła 52 zawodników.

## Medaliści
| Medal | Zawodnik                    | Konkurencja                   |
| ----- | --------------------------- | ----------------------------- |
|       | Teddy Tamgho                | Trójskok                      |
|       | Mélina Robert-Michon        | Rzut dyskiem                  |
|       | Renaud Lavillenie           | Skok o tyczce                 |
|       | Mahiedine Mekhissi-Benabbad | Bieg na 3000 m z przeszkodami |

## Występy reprezentantów Francji

### Mężczyźni

#### Konkurencje biegowe
| Konkurencja                   | Zawodnik                                                               | Runda 1  | Runda 1 | Półfinał   | Półfinał | Finał        | Finał   |
| Konkurencja                   | Zawodnik                                                               | Rezultat | Pozycja | Rezultat   | Pozycja  | Rezultat     | Pozycja |
| ----------------------------- | ---------------------------------------------------------------------- | -------- | ------- | ---------- | -------- | ------------ | ------- |
| Bieg na 100 m                 | Christophe Lemaitre                                                    | 10,12    | 9. Q    | 10,00 (SB) | 8. q     | 10,06        | 7.      |
| Bieg na 100 m                 | Jimmy Vicaut                                                           | 10,06    | 6. Q    | 10,01      | 10.      | NQ           | NQ      |
| Bieg na 200 m                 | Jimmy Vicaut                                                           | 20,50    | 11. Q   | 20,51      | 14.      | NQ           | NQ      |
| Bieg na 800 m                 | Pierre-Ambroise Bosse                                                  | 1:47,70  | 26. Q   | 1:44,75    | 5. Q     | 1:44,79      | 7.      |
| Bieg na 1500 m                | Florian Carvalho                                                       | 3:38,70  | 11. Q   | 3:36,26    | 4. Q     | 3:39,17      | 11.     |
| Bieg na 1500 m                | Simon Denissel                                                         | 3:42,06  | 31.     | NQ         | NQ       | NQ           | NQ      |
| Bieg na 110 m przez płotki    | Pascal Martinot-Lagarde                                                | 13,63    | 22.     | NQ         | NQ       | NQ           | NQ      |
| Bieg na 110 m przez płotki    | Thomas Martinot-Lagarde                                                | 13,33    | 5. Q    | 13,39      | 8. Q     | 13,42        | 7.      |
| Bieg na 400 m przez płotki    | Yoan Décimus                                                           | 50,21    | 26.     | NQ         | NQ       | NQ           | NQ      |
| Bieg na 400 m przez płotki    | Mickaël François                                                       | 50,02    | 23. Q   | 50,58      | 22.      | NQ           | NQ      |
| Bieg na 3000 m z przeszkodami | Yoann Kowal                                                            | 8:23,74  | 9. Q    | —          | —        | 8:17,41      | 8.      |
| Bieg na 3000 m z przeszkodami | Mahiedine Mekhissi-Benabbad                                            | 8:15,43  | 1. Q    | —          | —        | 8:07,86      | brąz    |
| Bieg na 3000 m z przeszkodami | Noureddine Smaïl                                                       | 8:24,05  | 12. Q   | —          | —        | DNF          | DNF     |
| Sztafeta 4 × 100 m            | Emmanuel Biron Méba-Mickaël Zézé Arnaud Remy Jimmy Vicaut David Alerte | 38,97    | 17.     | —          | —        | NQ           | NQ      |
| Maraton                       | Benjamin Malaty                                                        | —        | —       | —          | —        | 2:19:21      | 28.     |
| Chód na 20 km                 | Kevin Campion                                                          | —        | —       | —          | —        | DNF          | DNF     |
| Chód na 20 km                 | Bertrand Moulinet                                                      | —        | —       | —          | —        | 1:26:12 (SB) | 29.     |
| Chód na 50 km                 | Yohann Diniz                                                           | —        | —       | —          | —        | 3:45:18      | 10.     |

#### Konkurencje techniczne
| Konkurencja   | Zawodnik             | Eliminacje | Eliminacje | Finał          | Finał   |
| Konkurencja   | Zawodnik             | Rezultat   | Pozycja    | Rezultat       | Pozycja |
| ------------- | -------------------- | ---------- | ---------- | -------------- | ------- |
| Skok w dal    | Salim Sdiri          | 7,64       | 21.        | NQ             | NQ      |
| Trójskok      | Teddy Tamgho         | 7,64       | 1. Q       | 18,04 (WL, PB) | złoto   |
| Trójskok      | Yoann Rapinier       | 17,39      | 2. Q       | 15,17          | 12.     |
| Trójskok      | Gaëtan Saku Bafuanga | 16,63      | 12. q      | 16,79          | 7.      |
| Skok wzwyż    | Mickaël Hanany       | 2,26       | 14.        | NQ             | NQ      |
| Skok o tyczce | Renaud Lavillenie    | 5,65       | 1. q       | 5,89           | srebro  |
| Skok o tyczce | Valentin Lavillenie  | 5,55       | 11.        | NH             | NH      |
| Rzut młotem   | Quentin Bigot        | 74,98      | 13.        | NQ             | NQ      |
| Dziesięciobój | Kévin Mayer          | —          | —          | 8446 (PB)      | 4.      |
| Dziesięciobój | Gaël Querin          | —          | —          | 6846           | 25.     |

### Kobiety

#### Konkurencje biegowe
| Konkurencja                | Zawodnik                                                                           | Runda 1      | Runda 1 | Półfinał   | Półfinał | Finał        | Finał   |
| Konkurencja                | Zawodnik                                                                           | Rezultat     | Pozycja | Rezultat   | Pozycja  | Rezultat     | Pozycja |
| -------------------------- | ---------------------------------------------------------------------------------- | ------------ | ------- | ---------- | -------- | ------------ | ------- |
| Bieg na 100 m              | Stella Akakpo                                                                      | 11,43        | 25      | NQ         | NQ       | NQ           | NQ      |
| Bieg na 100 m              | Myriam Soumaré                                                                     | 11,34        | 20. q   | 11,31      | 13.      | NQ           | NQ      |
| Bieg na 200 m              | Johanna Danois                                                                     | 23,00        | 17.     | 23,15      | 18.      | NQ           | NQ      |
| Bieg na 200 m              | Lénora Guion-Firmin                                                                | 22,91 (PB)   | 15. Q   | 23,11      | 16.      | NQ           | NQ      |
| Bieg na 200 m              | Myriam Soumaré                                                                     | 22,83        | 9. Q    | 22,85      | 11.      | NQ           | NQ      |
| Bieg na 400 m              | Marie Gayot                                                                        | 51,83        | 16. Q   | 51,54 (PB) | 14.      | NQ           | NQ      |
| Bieg na 400 m              | Floria Gueï                                                                        | 51,75        | 15. Q   | 51,42 (PB) | 12.      | NQ           | NQ      |
| Bieg na 5000 m             | Sophie Duarte                                                                      | 16:05,14     | 17.     | —          | —        | NQ           | NQ      |
| Bieg na 10 000 m           | Christelle Daunay                                                                  | —            | —       | —          | —        | 32:04,44     | 10.     |
| Bieg na 100 m przez płotki | Cindy Billaud                                                                      | 12,71        | 3. Q    | 12,78      | 8. q     | 12,84        | 7.      |
| Bieg na 100 m przez płotki | Reïna-Flor Okori                                                                   | 13,01        | 11. Q   | 13,15      | 21.      | NQ           | NQ      |
| Bieg na 400 m przez płotki | Phara Anacharsis                                                                   | 56,73        | 20.     | NQ         | NQ       | NQ           | NQ      |
| Sztafeta 4 × 100 m         | Céline Distel-Bonnet Ayodelé Ikuesan Myriam Soumaré Stella Akakpo Émilie Gaydu     | 42,25        | 3. Q    | —          | —        | DSQ          | DSQ     |
| Sztafeta 4 × 400 m         | Marie Gayot Lénora Guion-Firmin Muriel Hurtis-Houairi Floria Gueï Phara Anacharsis | 3:27,75 (SB) | 5. q    | —          | —        | 3:24,21 (SB) | 4.      |
| Maraton                    | Carmen Oliveras                                                                    | —            | —       | —          | —        | 2:48:58      | 33.     |

#### Konkurencje techniczne
| Konkurencja   | Zawodnik               | Eliminacje | Eliminacje | Finał      | Finał   |
| Konkurencja   | Zawodnik               | Rezultat   | Pozycja    | Rezultat   | Pozycja |
| ------------- | ---------------------- | ---------- | ---------- | ---------- | ------- |
| Skok w dal    | Éloyse Lesueur         | 6,39       | 22.        | NQ         | NQ      |
| Skok o tyczce | Marion Lotout          | 4,55       | 9. q       | 4,45       | 12.     |
| Rzut dyskiem  | Mélina Robert-Michon   | 63,16      | 5. Q       | 66,28 (NR) | srebro  |
| Siedmiobój    | Antoinette Nana Djimou | —          | —          | 6326 (SB)  | 8.      |